# Nieuwendammerdijk en Buiksloterdijk
Nieuwendammerdijk en Buiksloterdijk è un quartiere-amministrativo nello stadsdeel di Amsterdam-Noord, nella città di Amsterdam.
Prima di diventare un quartiere di Amsterdam, questo distretto era diviso in due paesi che nel 1921 furono uniti al comune di Amsterdam: Nieuwendam e Buiksloot. Nel 1941 i due quartieri di Nieuwendammerdijk e Buiksloterdijk furono uniti in un unico quartiere.